# Rhadi Ben Abdesselam
Rhadi Ben Abdesselam (arab. ‏راضي بن عبد السلام‎, ur. 28 lutego 1929 w Ar-Raszidijji, zm. 4 października 2000 w Fezie) – marokański lekkoatleta, biegacz maratoński, srebrny medalista z Rzymu.